# Deux danses opus 73 de Scriabine
Pour les articles homonymes, voir Deux danses.
Les Deux danses op. 73 forment un court ensemble de morceaux pour piano d'Alexandre Scriabine composé vers la fin de sa vie, en 1914.

## Structure de l'œuvre
- Danse no 1, « Guirlandes »   (env. 2:50)
- Danse no 2, « Flammes sombres »   (env. 2:10)

## Discographie
Les Deux danses ont notamment été interprétées par Vladimir Sofronitsky et Sviatoslav Richter. 